# Základní zákon státu Vatikán
Základní zákon státu Vatikán (italsky Legge Fondamentale dello Stato della Città del Vaticano) je základní civilní právní normou státu Vatikán.
Tato právní norma byla přijata současně se vznikem samostatného státu Vatikán v roce 1929 papežem Piem XI. Dne 26. listopadu 2000 vydal papež Jan Pavel II. novou verzi Základního zákona, která byla zveřejněna společně s motu proprio 1. února 2001 v Acta Apostolicae Sedis a v platnost vstoupila dne 22. února 2001.
Poslední aktualizaci Základního zákona vydal papež František dne 13. května 2023.

## Popis základního zákona z roku 2000
Text zákona se skládal z dvaceti článků, které připravila Komise pro právní záležitosti, za předsednictví kardinála Castillo Lara, která na něm pracovala po většinu roku 2000. Článek 20 definoval státní symboly Vatikánu – vlajku, znak a pečeť. 
Nová verze zákona z roku 2000 zrušila pozici Guvernéra Městského státu Vatikán. Ta ve skutečnosti byla neobsazena již od roku 1952 od smrti posledního guvernéra, markýze Camillo Serafini. Jeho pravomoci převzal předseda Papežské komise pro Městský stát Vatikán (zajišťuje ve Vatikánu moc zákonodárnou), který je současně předsedou Governatorátu pro městský stát Vatikán (zajišťuje ve Vatikánu moc výkonnou).
Základní zákon z roku 2000 rovněž formálně zrušil trest smrti, což již stejně dříve pozměnil papež Pavel VI. dekretem ze dne 21. června 1967. Trest smrti ve Vatikánu byl zrušen již roku 1870 po procesu sjednocení Itálie, kdy došlo k připojení Papežského státu a Benátska k Itálii. K znovuzavedení trestu smrti v Itálii pak došlo v roce 1926 a uzavřením Lateránských smluv tento zákon od roku 1929 převzal i Vatikán.

## Popis základního zákona z roku 2023
Současný Základní zákon z roku 2023 se skládá z 24 článků v 5 oddílech:
- Základní ustanovení
- Moc zákonodárná
- Moc výkonná
- Moc soudní
- Závěrečná ustanovení (včetně popisu státních symbolů)

Jednou ze změn je ustanovení článku 8, podle něhož mohou být členy Papežské komise pro městský stát Vatikán nejen kardinálové, ale i laici, a to muži i ženy.